# Sint-Niklaas
Sint-Niklaas, Sint-Niklaas-Waas (fr. Saint-Nicolas, Saint-Nicolas-Waes) – miasto w Belgii, w Regionie Flamandzkim, w prowincji Flandria Wschodnia, w okręgu Sint-Niklaas. 1 stycznia 2024 r. liczyło 81 863 mieszkańców, powierzchnia miasta wynosi 84,2 km².
Nazwa miasta pochodzi od św. Mikołaja, biskupa Miry.

## Podział administracyjny
W skład miasta wchodzą cztery dzielnice (deelgemeente):
- Belsele (Belcele)
- Nieuwkerken-Waas
- Puivelde (Puyvelde)
- Sinaai (Sinay)

## Kultura
W mieście znajduje się muzeum Mercatora Mercatormuseum poświęcone życiu i pracom tego średniowiecznego flamandzkiego kartografa, który urodził się nieopodal, w Rupelmonde.
Co roku w pierwszy weekend września odbywa się tu międzynarodowy festyn balonowy Vredefeesten.

## Współpraca
Miejscowości partnerskie:
- Abingdon-on-Thames, Wielka Brytania
- Al-Husajma, Maroko
- Colmar, Francja
- Gorinchem, Niderlandy
- Lukka, Włochy
- Schongau, Niemcy
- Tabor, Czechy
- Tambacounda, Senegal